# Senador Pompeu
Senador Pompeu là một đô thị thuộc bang Ceará, Brasil. Đô thị này có diện tích 1002,127 km², dân số năm 2007 là 27459 người, mật độ 27,42 người/km².